# Kenneth Benjamin
Pour les articles homonymes, voir Benjamin.
Kenneth Andrew Charles Benjamin, né vers 1955, est un juriste des Caraïbes. Ayant la double nationalité guyanaise et antiguaise, il est juge en chef de la Cour suprême du Belize du 15 septembre 2011 au 20 mars 2020.

## Biographie
Kenneth Benjamin est né vers 1955 à Georgetown, au Guyana. Il est diplômé de la Hugh Wooding Law School de l'université des Indes occidentales à Trinité-et-Tobago en 1977,.
En 1980 et 1981, il est magistrat à Georgetown. À partir de 1988, il poursuit son travail de juge à Antigua, notamment de 1991 à 1993 en tant que premier magistrat d'Antigua. Il est ensuite nommé juge à la Haute Cour de la Cour suprême de la Caraïbe orientale, fonction qu'il exerce à Montserrat et dans les îles Vierges britanniques au cours des années suivantes. De 2002 à 2007, le poste de juge à la Haute Cour le conduit à Grenade, où il remplace Francis Cumberbatch (en). En 2007, il s'installe à Sainte-Lucie pour devenir le juge président de la division pénale de la Haute Cour de Sainte-Lucie,.
En juillet 2011, après le départ à la retraite d'Abdulai Conteh (en), le procureur général Bernard Q. Pitts (en) annonce que Benjamin sera le nouveau juge en chef de la Cour suprême du Belize. Samuel Awich assure l'intérim. Kenneth Benjamin, alors âgé de 56 ans, prend le poste le 15 septembre 2011,. Après son départ à la retraite le 20 mars 2020, Michelle Arana est nommée juge en chef par intérim.
À partir de 2021, il travaille comme professeur puis chef du département de droit de l'université du Guyana.

### Vie privée
Il est marié et père d'une fille et d'un fils.